# Plenairismo

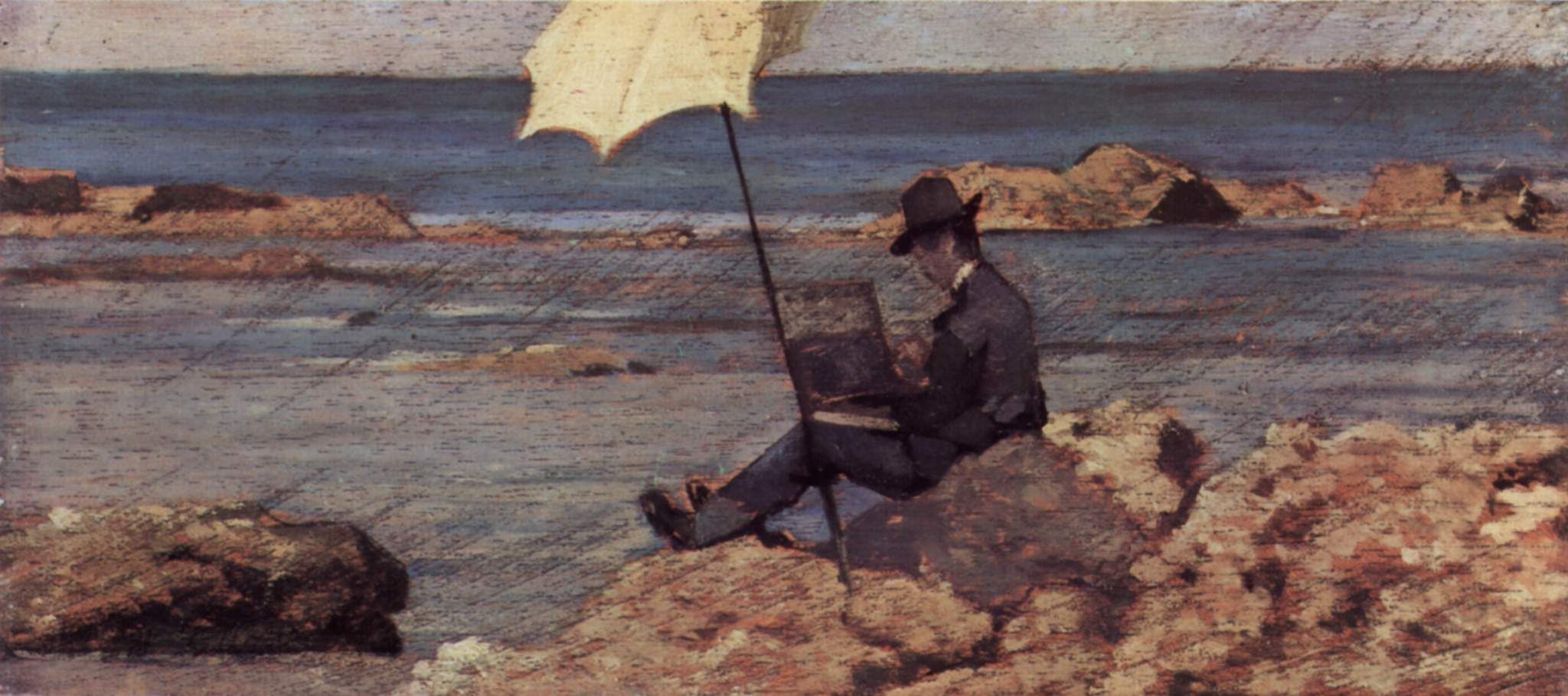
Giovanni Fattori: Silvestro Lega pintando junto al mar (1866-1867).

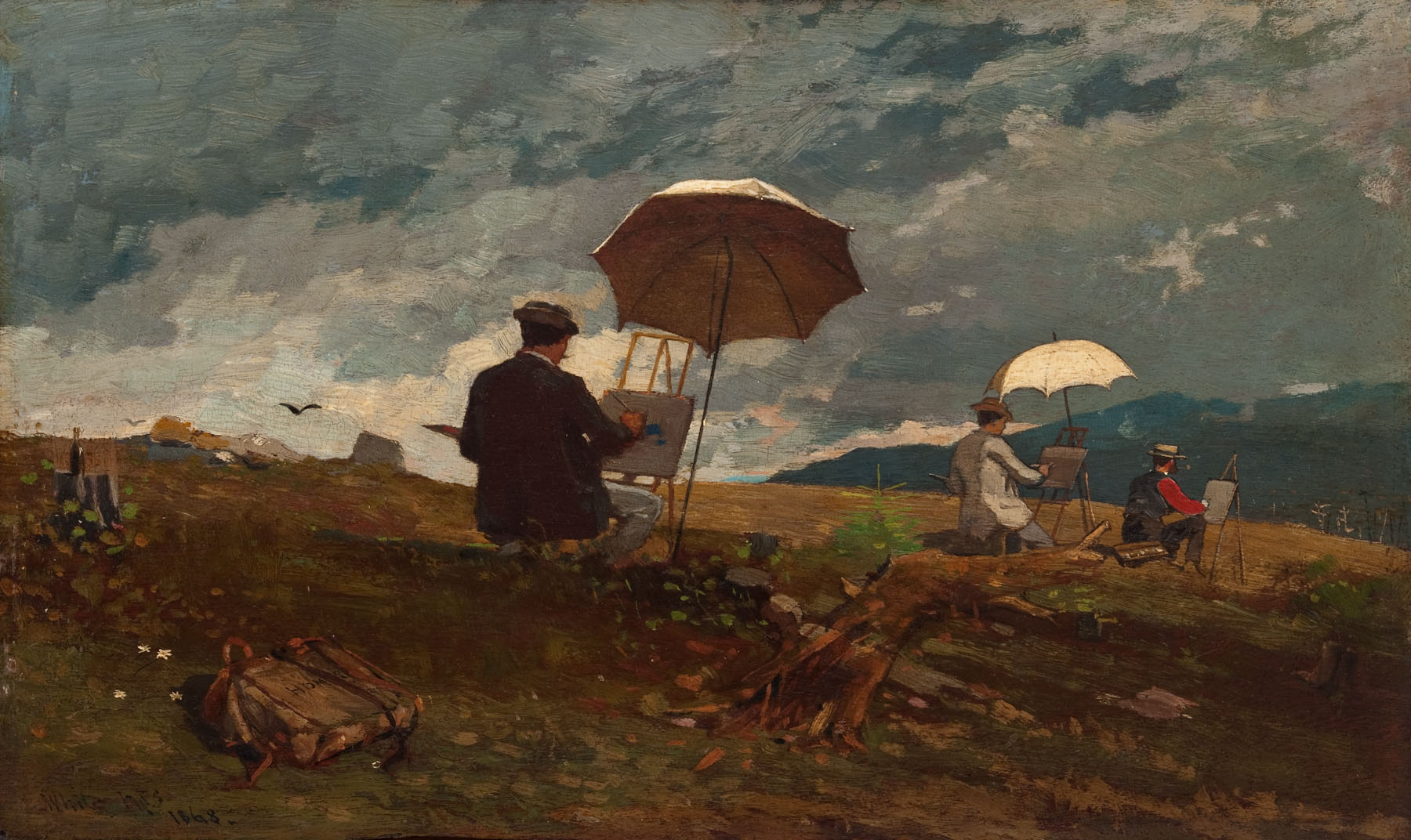
Winslow Homer: Artistas pintando en las Montañas Blancas (1868).

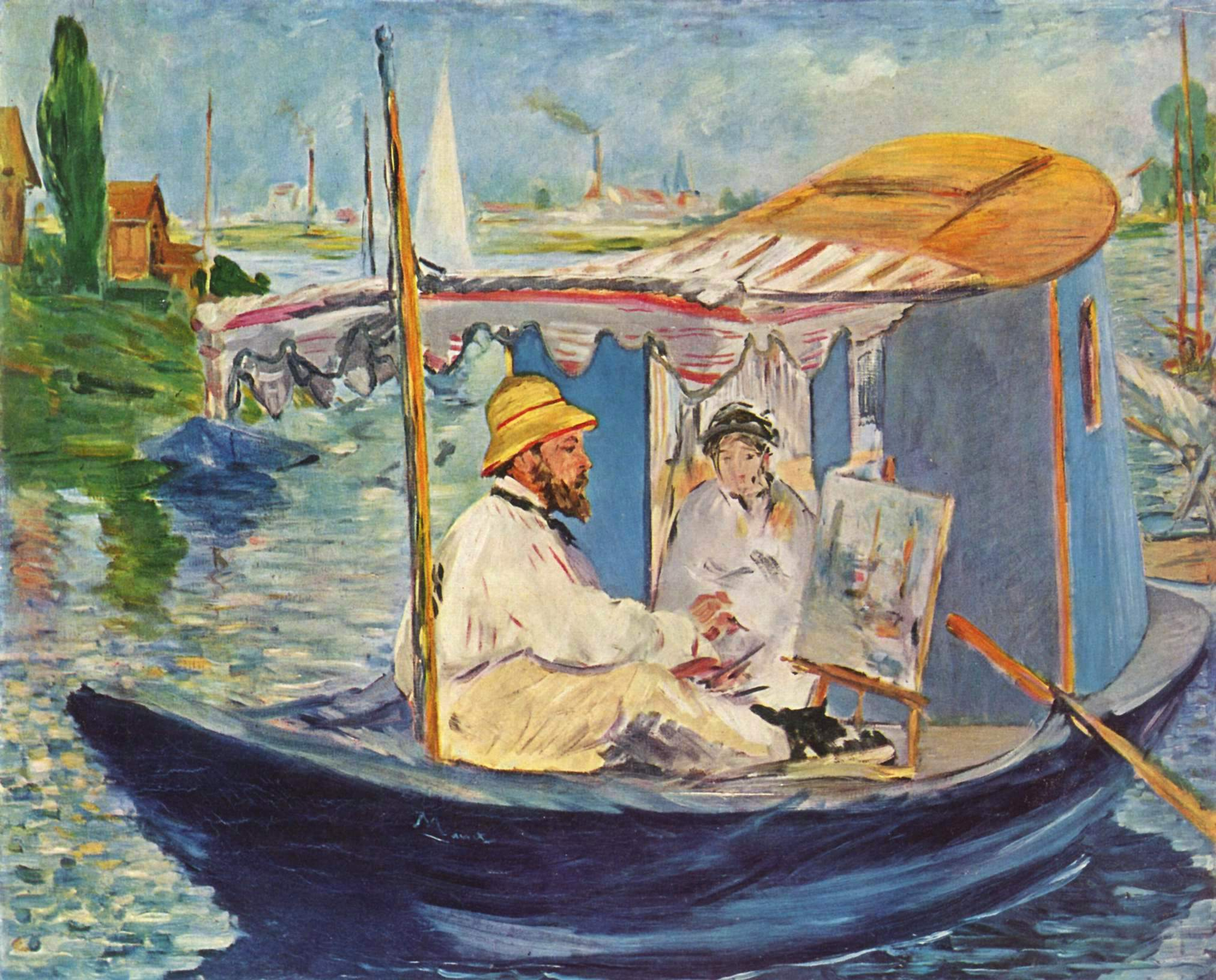
Edouard Manet: Claude Monet y su esposa sobre la barca de su atelier (1874).

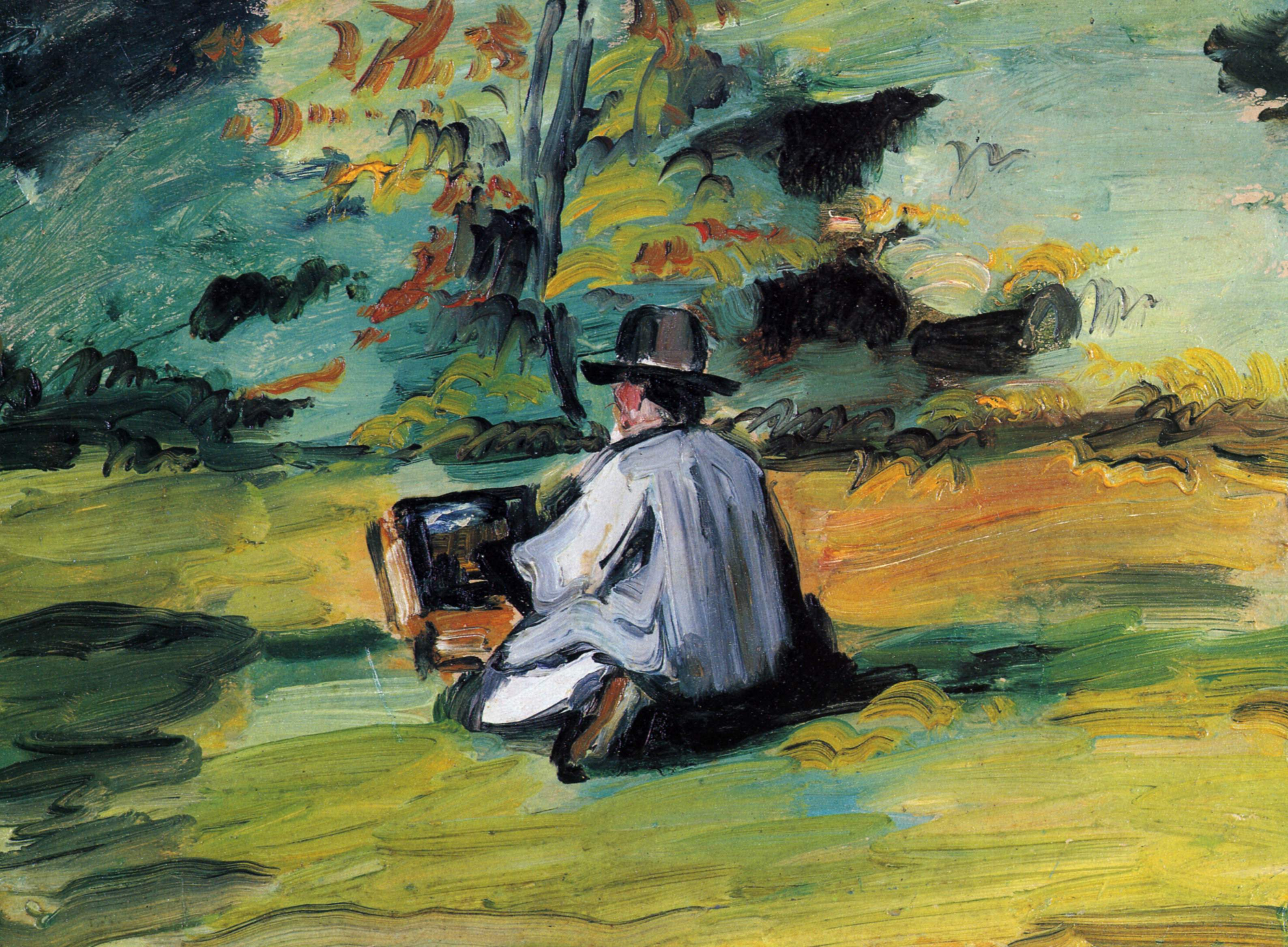
Paul Cézanne: Pintor trabajando (1875).

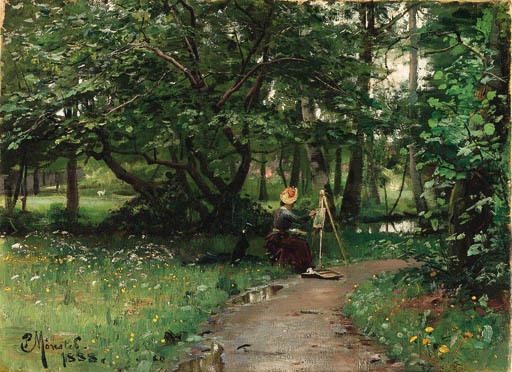
Peder Mork Monsted: Plein-air junto a un río (1888).

El plenairismo, plein air, referido a la pintura «au plein air», o plenairista (del francés «plein air»), es un término pictórico equivalente a pintura al aire libre.
Aunque en el pasado histórico los artistas ya utilizaron el recurso de pintar la naturaleza que contemplaban (género o arte de paisajes), no fue hasta mediados del siglo XIX cuando de manera explícita eligieron usar la luz natural para estudiar y conseguir determinados efectos y aplicarlos a su pintura. Incluso entonces, paisajistas tan destacados como Carlos de Haes continuaban la tradición de reservar la mayor parte del trabajo pictórico para el estudio (como en la llamada pintura de gabinete), y realizar al aire libre únicamente bocetos o apuntes del natural.
Tal novedad fue una ‘elección de estilo’, atribuida a la escuela de Barbizon y los primeros impresionistas en Francia, si bien en Italia otros círculos de pintores como los macchiaioli también desarrollaron propuestas similares en la misma época, mientras que en Inglaterra lo hicieron los miembros de la escuela de Newlyn, en Rusia muchos de sus mejores paisajistas y en otros países europeos y americanos diversas colonias y círculos especializados en la pintura del paisaje.
La clave quizá del éxito y popularización del plenairismo a partir de los años 1870 fue la comercialización de los envases en tubo para la pintura al óleo. Antes de ellos, cada pintor debía fabricar sus propios colores mezclando pigmentos secos en polvo con aceite de linaza. Otro invento de la misma etapa fue el tipo de caballete llamado en inglés «french box easel», aunque no se ha establecido con certeza quién lo usó primero. Consistía en una estructura muy fácilmente transportable, con patas telescópicas, que podía incorporar la paleta y la caja de pinturas; lo que permitía a los pintores al aire libre auténticas excursiones campestres, además de ser también apto para su utilización en el estudio.
Los impresionistas franceses como Claude Monet (Ensayo de una figura en plein-air: Mujer con sombrilla), Camille Pissarro y Pierre-Auguste Renoir defendieron la pintura en plein air, no solo teorizando sobre ella, sino procurando realizar la mayor parte de su trabajo en exteriores, a la luz difusa que les proporcionaba un gran parasol blanco.
En la segunda mitad del siglo xix y el comienzo del siglo XX, en Rusia, pintores como Vasily Polénov, Isaac Levitan, Valentín Serov, Konstantín Korovin y Igor Emmanuilovich Grabar serían reconocidos por este tipo de práctica pictórica. Así, también los pintores americanos de colonias artísticas como la de Old Lyme o el grupo canadiense denominado grupo de los siete. En Italia, uno de sus introductores fue Francesco Filippini. 
La continuidad de la ‘pintura plenairista’ se prolongó durante el siglo XX hasta la actualidad.

## Concepto y prácticaplenairista
Resulta evidente que pintar au-plein-air y pintar al aire libre significan lo mismo y se usan para describir una técnica pictórica: trabajar del natural, o sea en un espacio preferentemente natural. El término plenairismo, sin embargo, parece informar que se ha añadido a la práctica de dicha técnica una voluntad ideológica, cromática y emotiva. Recorriendo la Historia del Arte, se comprueba que al aire libre pintaron los asirios, los chinos, los aztecas y, mucho antes, los artistas rupestres, pero no se tiene documentación de las razones sociales y artísticas que les llevaron a hacerlo, o si simplemente fueron religiosas, geográficas o evidentes. No obstante, desde su aparición en el hervidero artístico parisino a mediados del siglo XIX, el plenairismo ha resultado un término conflictivo, un germen de controversia entre críticos, académicos y eruditos del arte, y un comodín de uso abstracto para la inmensa mayoría. Entre tanto, los pintores salían al campo a pintar con sus caballetes y sombrillas, trasladando en muchas ocasiones el atrezo necesario y a sus modelos a los rincones más insospechados de la naturaleza más o menos salvaje.

### Revolucionarios
Resulta sorprendente que diferentes autores, en contextos distintos, presenten como «paisajistas en estado puro» al Greco de Vista de Toledo, al Velázquez de los dos pequeños paisajes de la Villa Médicis, o al Van Gogh de Terraza de café por la noche, que pinta del natural en plena noche y se alumbra colocando velas alrededor de su sombrero.

### Precursores
Antes de la utilización ideológica de la técnica de pintar al aire libre (y ajenos, por tanto, a terminologías decimonónicas de críticos, burgueses y «fanes», una lista interminable de artistas, muchos de ellos de primera línea, pintaron «in situ» por voluntad propia y por sistema. En este sentido, plenairistas fueron: Durero, Claudio Lorena, Poussin, Salvatore Rosa y, en la recta final, Camille Corot, Joseph Mallord William Turner y Constable.
Parece aceptado, excepto por los más recalcitrantes chovinistas que, aun innominado, el plenairismo se fraguó en Inglaterra en el último tercio del siglo XVIII, como ejercicio, como recurso técnico, como receta académica para la correcta pintura de paisajes y como sinónimo de «empaparse de aire y luz». Así, el gran maestro precursor propuesto por especialistas y críticos fue John Constable.
El dato de que Diderot, tras pasearse por el salón parisino de 1767, prefiriese muchos bocetos a los cuadros terminados, no resta mérito a la batalla oficial y frontal, que libraron los pintores de Barbizón, siguiendo la tradición anglo-holandesa. Lo justifican las populares colonias de plenairistas (ahora ya con etiqueta) que en la década de 1820 pintaban corporativamente en el bosque de Fontainebleau, en Saint-Cloud, en Sèvres y a todo lo largo de la costa del canal de La Mancha.

### Acuarelistas y viajeros
La creación en 1804, en Inglaterra, de la Watercolour Society (Sociedad de Acuarelistas) y la popularización de la pintura a la acuarela en Europa y América, hicieron de esta técnica el recurso rey de pintores viajeros y «pioneros del plenairismo».
En su viaje a Marruecos en 1831, Eugenio Delacroix, «un pintor de gabinete» ajeno a la pintura de paisaje, al uso profesional de la acuarela por los artistas viajeros y a las posteriores modas plenairistas, dibuja, anota y pinta en siete cuadernos varios miles de acuarelas. Algunos de aquellos apuntes del natural se convertirían en lienzo años después; por ejemplo Las bodas judías, presentadas en el Salón de París de 1841, y conservada en el Museo del Louvre. De 1820 data la aceptación de la técnica de la acuarela en los esquemas ultra-academicistas de dicho Salón, catalizador del mercado y el negocio pictóricos y árbitro de arte en las cortes europeas de la época. En 1824 habían triunfado en dicho Salón (quizá por haber sido rechazados antes en su propio país) cuatro artistas ingleses: Thomas Lawrence, John Constable, Copley Fielding y Richard Parkes Bonington.
En el caso concreto de Delacroix, sus descubrimientos y reflexiones sobre el comportamiento de la luz sobre los objetos servirían de premisas a teóricos del puntillismo como Seurat y Paul Signac.

### Esbozo y obra terminada
Las reflexiones del poeta y crítico de arte Charles Baudelaire tras abandonar el Salón de París de 1845, estimulado por los paisajes de Corot, dejaban al descubierto la contradicción oficial de considerar como obras de arte cuadros meticulosamente trabajados en el estudio y rechazar como tales, espontáneos esbozos tomados del natural. Una contradicción sobre la que, al otro lado de los Alpes, también especulaban los miembros del círculo de pintores llamados macchiaioli.
El escándalo sobrevino cuando, estimulados por lo evidente, pintores de todo el mundo, centralizados por el ejemplo francés, el más conocido y divulgado, decidieron considerar y por tanto, presentar y comerciar los supuestos bocetos como obras de arte acabadas. La técnica del plenairismo acababa de dar el salto cualitativo del que ya nada ni nadie en el futuro podrían arrebatarle.

### pícnicen plein-airyplenairismoen la playa
Los idilios campestres de un Watteau, las pastoriles escenas de paisaje de Claudio de Lorena y las escenas más o menos mitológicas o religiosas enmarcadas y a veces envueltas en la Naturaleza que pintó el Giorgione, no son -evidentemente- cuadros plenairistas, pero es difícil imaginar el Desayuno de Manet o las versiones de Claude Monet sin recordar aquellos. La observación de tal evolución metafísica en la concepción de la pintura ayudan a entender las claves del plenairismo como escuela y revolución sin espacio ni tiempo.
Pero el ámbito paisajístico donde la definición del plenairismo ganó categoría de escuela de pintura (y continua manifestándose como tal hasta el punto de haberse mimetizado con el hecho mismo), fueron las costas marinas (ya presentes en la intuición de Constable o Courbet) en general y las playas en particular. Como concluye Linda Nochlin, el último capítulo del Realismo se pintó al aire libre, junto al mar.

### Expansión delplenairismoen las escuelas paisajistas

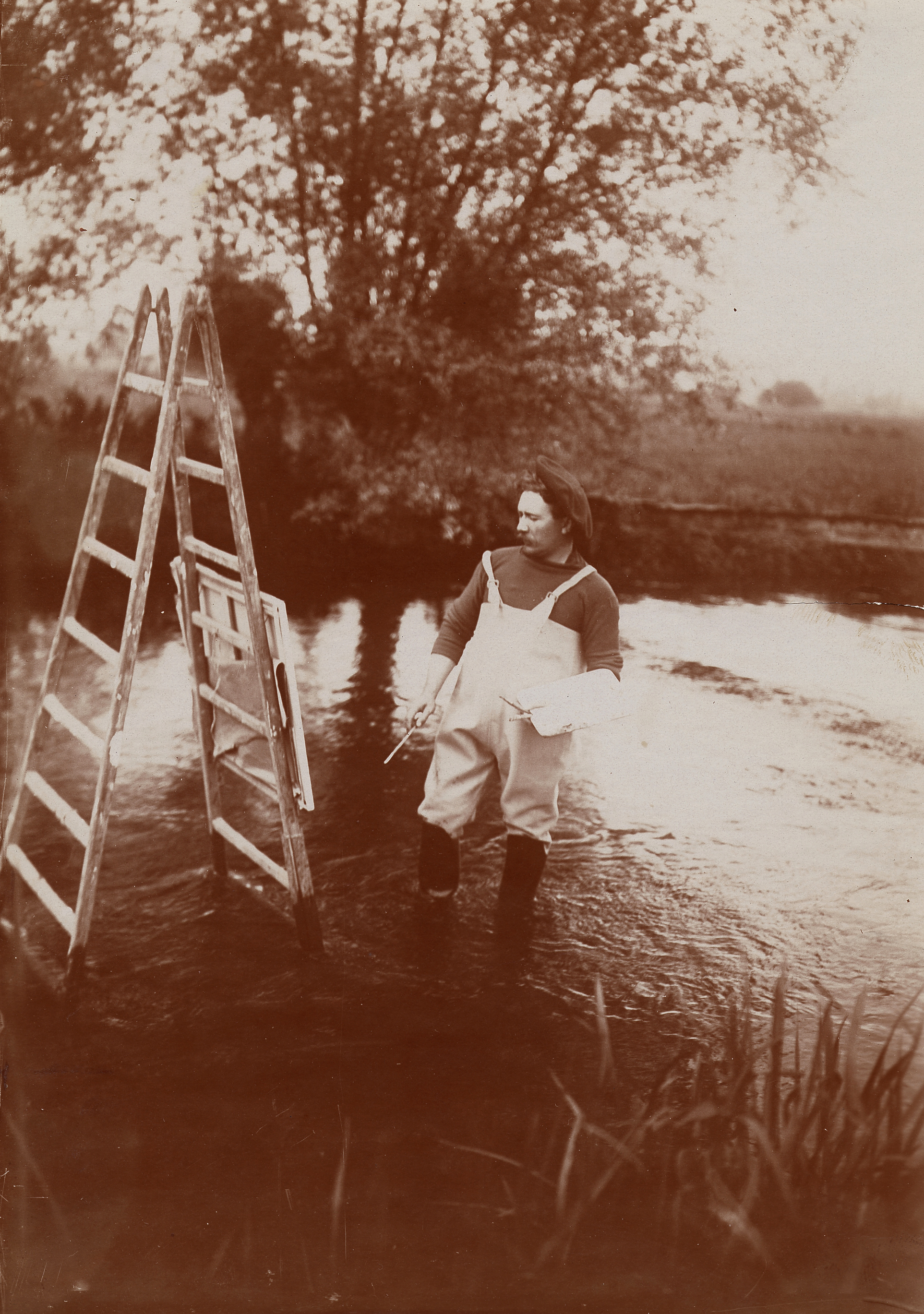
Louis Aston Knight en plena faena, fotografía de 1890.

#### En Europa
- Colonia de artistas de Worpswede
- Escuela de Barbizon
- Escuela de Glasgow
- Escuela de La Haya
- Escuela de Newlyn
- Escuela de Pont-Aven
- Escuela pictórica de Düsseldorf
- Macchiaioli
- Pintores de Skagen

##### En España
- Colonia artística de Muros
- Escuela de Alcalá de Guadaira
- Escuela de Vallecas y Segunda Escuela de Vallecas
- Escuela del Bidasoa
- Escuela paisajística de Olot

#### En América  y Australia
- Colonia artística de Old Lyme
- Escuela del río Hudson
- Escuela de Heidelberg

### Ismos pictóricos con historialplenairista

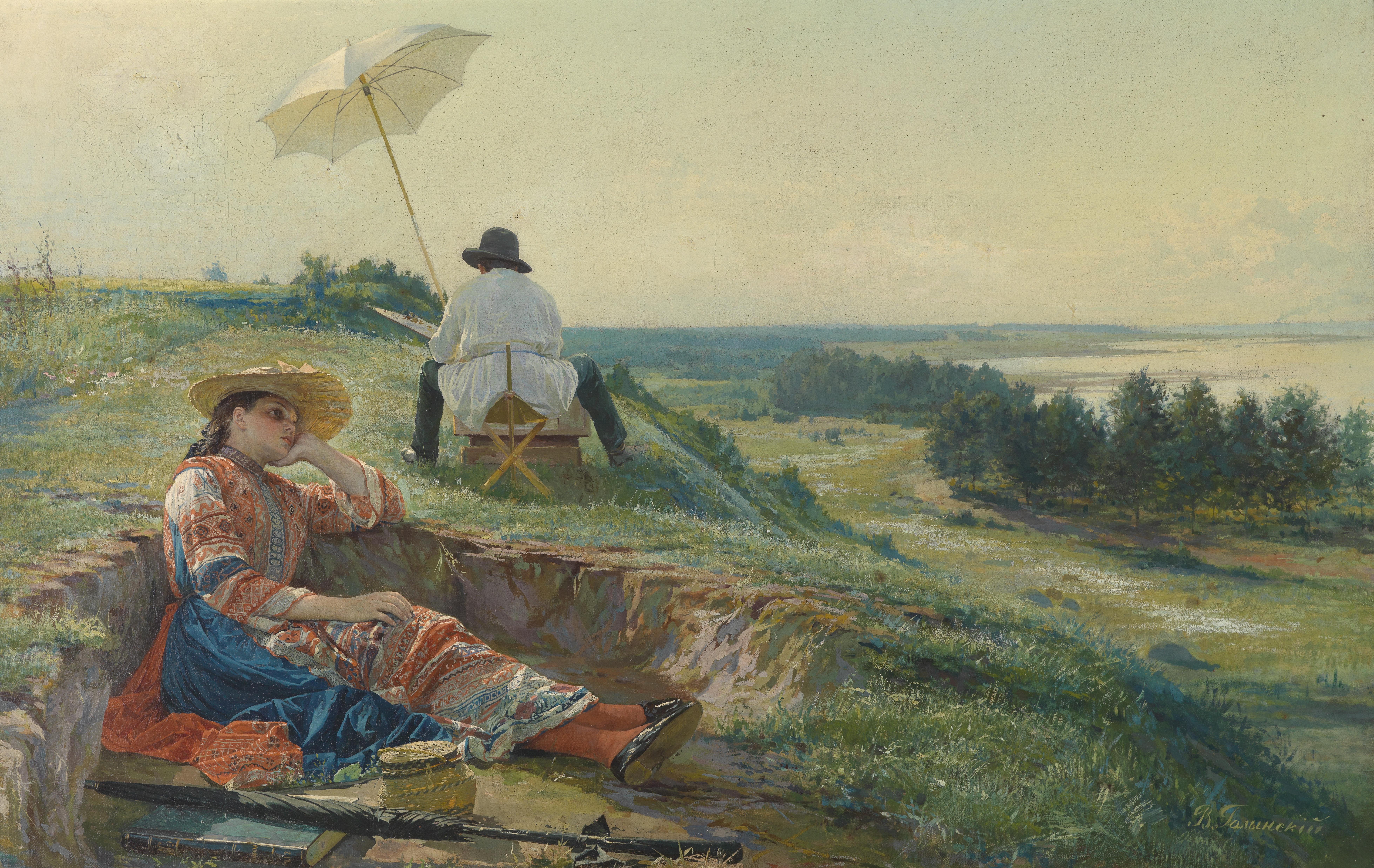
Vasili Andreyevich Golynsky: Un día caluroso de verano (el artista trabajando) (1904).

- Impresionismo
- Luminismo
- Expresionismo
- Vedutismo